# Tratado Muñoz Vernaza-Suárez
O Tratado de Fronteiras entre as Repúblicas da Colômbia e do Equador, coloquialmente Tratado Muñoz Vernaza-Suárez, foi o acordo fronteiriço assinado em 15 de julho de 1916 que pôs fim ao conflito fronteiriço entre a Colômbia e o Equador. Este tratado foi assinado pelos ministros  plenipotenciários equatoriano e colombiano, em representação do Equador, Dr. Alberto Muñoz Vernaza e pela Colômbia, Sr. Marco Fidel Suárez.
Neste tratado o Equador renunciou às suas antigas reivindicações baseadas nas reais cédulas de 1563 e 1740 de domínio dos territórios (186.600 km²) entre o rio Caquetá e os rios Napo-Amazonas em favor da Colômbia, com os quais este último tornou-se adjacente ao Brasil na Linha Apaporis-Tabatinga. Anteriormente, a linha Apaporis-Tabatinga havia sido estabelecida como fronteira entre o Brasil e o Peru pelo tratado de 23 de outubro de 1851, e entre o Brasil e o Equador pelo Tratado Tobar-Rio Branco de 6 de maio de 1904.